# Anthurium andinum
Anthurium andinum Engl., 1898 è una pianta della famiglia delle Aracee, endemica dell'Ecuador.